# 신지로 (작가)

신지로(真じろう, しんじろう)는 일본의 만화가이다. 남성이며, 대표작은 타부 타투(タブー・タトゥー)이다.

## 역사
원래 만화가 지망생이 아니라 대학에 들어갔을 때는 생물학을 전공했고 연구자 지망이었다. 단지 중학교 때부터 그림을 그리는 것은 취미였고 대학 4학년 때에 맥가든의 편집자가 말을 걸어 주어 신인상 전용의 만화를 그린 투고 작품이 코믹 블레이드 (맥가든)의 편집장에게 마음에 들어 데뷔하게 된다.
중학교 때 게시판에서 처음 사용한 HN 「신지로」를 그대로 그림 그리기의 닉네임에 유용하다. 이후 만화가로 데뷔하면서 자신에 대한 보상으로 격상해 '진지로'가 된다.

## 작풍
에로계나 모에를 선호하고 밀리터리나 SF등의 장르를 특기로 한다. 원고가 끝나지 않는 등, 작자의 속사정·근황을 개그으로서 이용하는 경우가 많다. 커버 뒷면에 4컷 만화를 그리거나 덤 페이지에 단편를 그리는 경우가 많다. 또, 자신과 자작의 캐릭터를 (덤 페이지등에서) 얽히게 하는 일도 많다.

## 작품 목록

### 만화
- 조디악 게임 (ゾディアックゲーム) (2007년-2009년, 『[월간 코믹 블레이드]』, 전4권)
- 타부 타투 (タブー・タトゥー)（2010년 - 2017년, 『월간 코믹 얼라이브』, 전13권[1]）
- Fate/Zero（2011년 - 2017년, 영 에이스 (ヤングエース),전14권）
- 종말의 노스페라투 (終末のノスフェラトゥ)（2018년, 영 에이스 (ヤングエース), 기간 4권）
- 가면라이더 아마존스 외전 반딧불 (仮面ライダーアマゾンズ外伝 蛍火)（2018년 - 2020년, 모닝 (モーニング) (만화 잡지), 전 5권）
- 신약 게향생 (新約カニコウセン)（원작: 하라다 시게미츠 (原田重光), 2021년, 영 애니멀 (ヤングアニマル) 기간 2권）
- 검선홍국 (剣仙鏢局)（원작: 후카미 마코토 (深見真), 2022년 Vol.01[2] - 、『月刊ビッグガンガン』）

### 게임
- Fate/Grand Order（2015년-2018년, 일부 캐릭터 디자인, 개념 예장 일러스트 작화）

### 애니메이션
- Fate/stay night (アニメ) #극장 애니메이션 제2작 Heaven's Feel III.spring song（2020년 '열두의 시련' 일러스트 작화）

## 같이 보기
- 둥근거만 (円居挽)